# Steenbergcross
De Steenbergcross is een veldrit die sinds 2002 jaarlijks wordt georganiseerd op Steenberg te Bambrugge in de Belgische gemeente Erpe-Mere. In 2015 werd op het parcours van de Steenbergcross het Belgisch Kampioenschap betwist, Klaas Vantornout die eerder dat seizoen al de cross had gewonnen pakte nu ook de driekleur.

## Erelijst

### Mannen elite
| Jaar | Winnaar          | Tweede                 | Derde                 |
| ---- | ---------------- | ---------------------- | --------------------- |
| 2015 | Wout van Aert    | Michael Vanthourenhout | Sven Nys              |
| 2014 | Klaas Vantornout | Sven Nys               | Philipp Walsleben     |
| 2013 | Niels Albert     | Klaas Vantornout       | Tom Meeusen           |
| 2012 | Niels Albert     | Kevin Pauwels          | Klaas Vantornout      |
| 2011 | Kevin Pauwels    | Sven Nys               | Klaas Vantornout      |
| 2010 | Sven Nys         | Bart Aernouts          | Kevin Pauwels         |
| 2009 | Niels Albert     | Kevin Pauwels          | Dieter Vanthourenhout |
| 2008 | Niels Albert     | Klaas Vantornout       | Sven Vanthourenhout   |
| 2007 | Niels Albert     | Klaas Vantornout       | Erwin Vervecken       |
| 2006 | Sven Nys         | Zdeněk Štybar          | Erwin Vervecken       |
| 2005 | Bart Wellens     | Sven Nys               | Sven Vanthourenhout   |
| 2004 | Sven Nys         | Ben Berden             | Wim Jacobs            |
| 2003 | Sven Nys         | Ben Berden             | Wim Jacobs            |
| 2002 | Sven Nys         | Bjorn Rondelez         | Tom Vannoppen         |

## Trivia
In de editie van 2004 overleed Tim Pauwels tijdens de wedstrijd na een hartaderbreuk.